# مری رووارت
مری جی. رووارت (زادهٔ ۱۶ اکتبر ۱۹۴۹) پژوهشگر بازنشستهٔ علوم زیست‌پزشکی، سخنران، نویسنده و کنش‌گر لیبرترین آمریکایی است. او یکی از نامزدهای برجستهٔ حزب لیبرترین برای نامزدی در انتخابات ریاست‌جمهوری سال ۲۰۰۸ بود و نویسندهٔ کتاب درمان دنیای ما است.

## اوایل زندگی، تحصیلات و حرفهٔ پزشکی
رووارت در دیترویت، میشیگان زاده شد. او دارای مدرک کارشناسی علوم در رشتهٔ زیست‌شیمی (۱۹۷۰) و دکترای زیست‌فیزیک (۱۹۷۴) از دانشگاه ایالتی میشیگان است. پس از ۲٫۵ سال عضویت در هیئت علمی گروه جراحی در مدرسه پزشکی دانشگاه سنت لوئیس، او به‌مدت ۱۹ سال به‌عنوان دانشمند پژوهشگر دارویی در شرکت آپجان فعالیت کرد و به‌طور گسترده‌ای دربارهٔ مقررات دولتی در صنعت دارو و ارتباطات لیبرترین نوشته است.

## کنش‌گری و نامزدی‌های لیبرترین
عضو حزب لیبرترین، رووارت در سال ۱۹۸۴ برای کسب نامزدی ریاست‌جمهوری این حزب و در سال ۱۹۹۲ برای نامزدی معاونت ریاست‌جمهوری تلاش کرد، اما موفق نشد. رووارت نامزد حزب لیبرترین تگزاس برای انتخابات سنای ایالات متحده در تگزاس، ۲۰۰۰ بود. او در این رقابت با کای بیلی هاچیسن، سناتور وقت از حزب جمهوری‌خواه روبه‌رو شد؛ رووارت ۱٫۱۶٪ از آرای عمومی (۷۲٬۷۹۸ رأی) را به دست آورد و پس از داگلاس سندیج، نامزد حزب سبز، در جایگاه چهارم از چهار نامزد قرار گرفت.
رووارت در کمیته ملی حزب لیبرترین عضویت داشته و سخنران اصلی همایش ملی حزب لیبرترین (۲۰۰۴) بوده است. در سال ۲۰۰۲، گروهی از لیبرترین‌ها کارزاری ناکام را برای انتصاب دکتر رووارت به عنوان کمیسر سازمان غذا و دارو (FDA) به راه انداختند. افزون بر این، رووارت در هیئت‌مدیره‌های جامعه بین‌المللی آزادی فردی، انجمن هیئت منصفه آگاه و شاخهٔ میشیگان مؤسسه هارتلند عضویت داشته است. رووارت از حامیان دیرینهٔ پروژه ایالت آزاد است و به‌طور رسمی در ۱۷ مه ۲۰۰۸ در برنامهٔ رادیویی فری‌تاک لایو از آن حمایت کرد.
رووارت در سال ۲۰۱۰ برای سمت بازرس کل ایالت تگزاس نامزد شد و با سوزان کامبز، بازرس کل جمهوری‌خواه وقت، رقابت کرد. او ۴۱۷٬۵۲۳ رأی (۱۰٫۵٪) به‌دست‌آورد؛ این رقابت نامزدی از حزب دموکرات نداشت.

### کارزار انتخاباتی ریاست‌جمهوری ۲۰۰۸

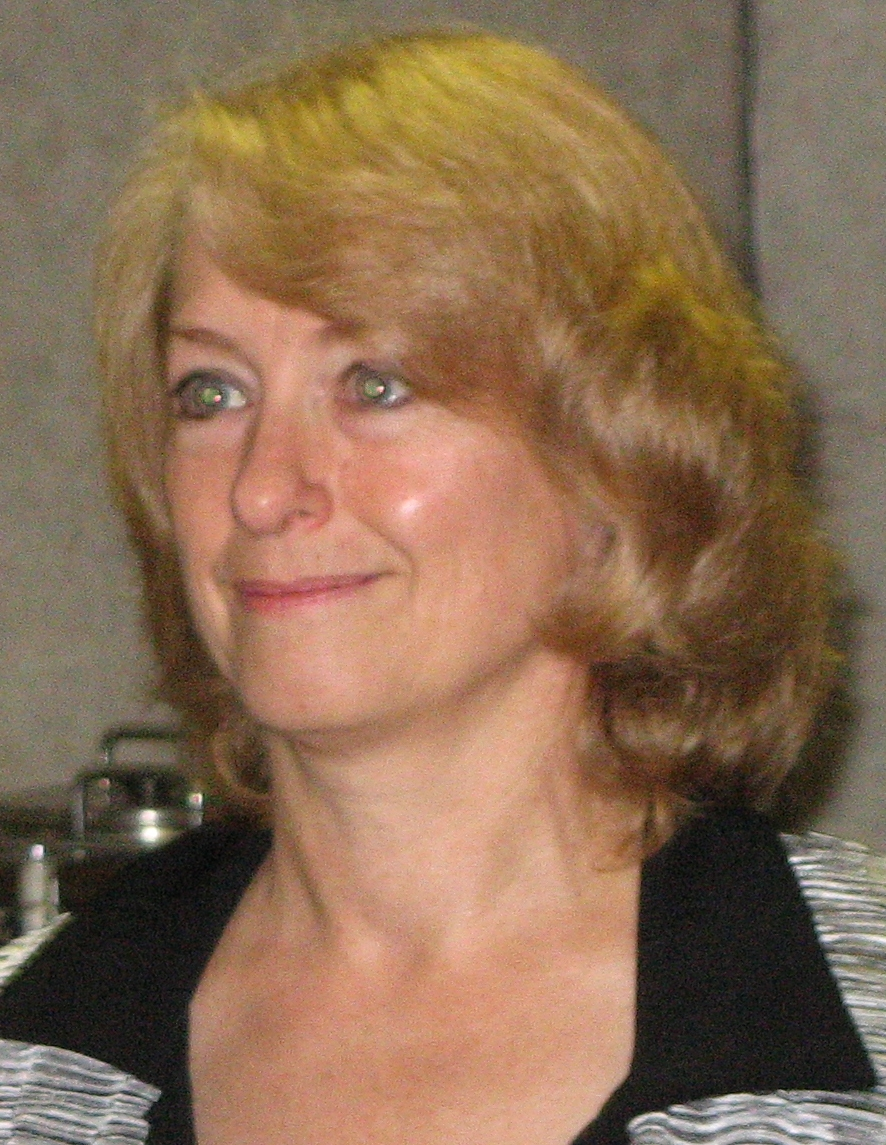
رووارت در حال تبلیغ برای کسب نامزدی ریاست‌جمهوری حزب لیبرترین در سال ۲۰۰۸

در مارس ۲۰۰۸، در پاسخ به تلاش گروهی از فعالان حزب لیبرترین برای ترغیب او، رووارت نامزدی خود را برای انتخابات ریاست‌جمهوری سال ۲۰۰۸ حزب لیبرترین اعلام کرد. او با شعار پایان دادن به مداخله‌گرایی نظامی در خارج از کشور و سیاست ملت‌سازی، پایان دادن به شکنجه، قطع کمک‌های خارجی، ترویج تجارت آزاد، حذف مزایای رفاهی و ایجاد اشتغال از طریق کاهش شدید هزینه‌های دولتی وارد رقابت شد. او در همایش ملی حزب لیبرترین (۲۰۰۸) که در ۲۵ مه ۲۰۰۸ برگزار شد، در ششمین دور رأی‌گیری رقابت را به باب بار واگذار کرد. با اینکه در دور سوم و چهارم با بار مساوی بود و در دور پنجم پیش افتاد، در نهایت با اعلام حمایت وین آلن روت، نامزد سوم، از بار، شکست خورد. روت پس از آن نامزدی معاونت ریاست‌جمهوری را به‌دست‌آورد.

## اظهارنظر دربارهٔ پورنوگرافی کودکان
در جریان رقابت برای نامزدی حزب لیبرترین در سال ۲۰۰۸، در پاسخ به پرسشی با مضمون «چگونه یک لیبرترین می‌تواند با پورنوگرافی کودکان مخالفت کند؟»، رووارت پاسخ داد: «کودکانی که با میل خود در اعمال جنسی شرکت می‌کنند نیز حق دارند خودشان این تصمیم را بگیرند، حتی اگر این کار از نظر شخصی برای ما زننده باشد. برخی از کودکان همانند برخی بزرگسالان، تصمیمات نادرستی می‌گیرند، مثل مصرف بیش‌ازحد سیگار و الکل. وقتی پورنوگرافی کودکان را غیرقانونی می‌کنیم، دستمزدهایی که به اجراکنندگان کودک پرداخت می‌شود افزایش می‌یابد و این انگیزه را در والدین ایجاد می‌کند که فرزندانشان را برخلاف میل‌شان به کار بگیرند.»